# Loum
Loum è un centro abitato del Camerun, situato nella Regione del Litorale.